# Clarés de Ribota
Clarés de Ribota es un municipio y localidad española de la provincia de Zaragoza, en la comunidad autónoma de Aragón. El término municipal, ubicado en la comarca de la Comunidad de Calatayud, tiene una poblacioń de 70 habitantes (INE 2024).

## Geografía
Integrado en la comarca de Comunidad de Calatayud, se sitúa a 110 km de la capital provincial. El término municipal está atravesado por la carretera nacional N-234, entre los pK 289 y 290. El relieve del municipio está definido por el valle de la Rambla de Ribota al sur, donde tiene su origen, y las montañas de la sierra de la Virgen al norte. La altitud oscila entre los 1177 m al norte (Torrelamasa) y los 860 m al sur, junto al origen de la rambla. El pueblo se alza a 943 m sobre el nivel del mar. El municipio tiene un área de 18,51 km².
| Noroeste: Malanquilla          | Norte: Malanquilla y Aranda de Moncayo | Nordeste: Aranda de Moncayo      |
| Oeste: Bijuesca                |                                        | Este: Villarroya de la Sierra    |
| Suroeste: Torrijo de la Cañada | Sur: Villarroya de la Sierra           | Sureste: Villarroya de la Sierra |

## Historia
Perteneció a la comunidad de aldeas de Calatayud, sesma del río de la Cañada, y fue aldea hasta 1711 y lugar a partir de 1785, después de haber figurado sucesivamente como sobrecullida, vereda y corregimiento de Calatayud.
Hasta la reforma de la nomenclatura municipal de 1916 el municipio se llamaba simplemente Clarés. En dicha fecha su nombre fue modificado por el de Clarés de Ribota.

## Demografía
Clarés de Ribota cuenta con una población de 70 habitantes (INE 2024).
| Gráfica de evolución demográfica de Clarés de Ribota entre 1842 y 2021 |
| |
| Población de derecho según los censos de población del INE Población de hecho según los censos de población del INEEn estos censos se denominaba Clarés: 1842, 1857, 1860, 1877, 1887, 1897, 1900 y 1910 |

En el censo de 1857, la población de Clarés ascendía a 382 personas (195 varones y 187 hembras); 95 eran menores de 21 años. En el primer tercio del siglo XX alcanzó el medio millar de habitantes; sin embargo, el fuerte éxodo rural acaecido en la España interior a partir de los años 1950 redujo la población a 68 habitantes empadronados en 2021 (38 hombres y 30 mujeres), ninguno menor de 21 años.

## Administración y política
| Período   | Alcalde                   | Partido |  |
| --------- | ------------------------- | ------- |  |
| 1979-1983 | Gregorio Soriano Barbero  | UCD     |  |
| 1983-1987 |                           |         |  |
| 1987-1991 |                           |         |  |
| 1991-1995 |                           |         |  |
| 1995-1999 |                           |         |  |
| 1999-2003 |                           |         |  |
| 2003-2007 |                           |         |  |
| 2007-2011 |                           |         |  |
| 2011-2015 | Cesáreo Brun Portero      | PAR     |  |
| 2015-2019 | Cesáreo Brun Portero      | PAR     |  |
| 2019-     | Manuel Gonzalo Carabantes | PSOE    |  |

| Partido político    | Partido político                                   | 2003   | 2007   | 2011   | 2015   | 2019   |
| Partido político    | Partido político                                   | Ediles | Ediles | Ediles | Ediles | Ediles |
|                     | Partido Aragonés (PAR)                             | 1      | 3      | 4      | 2      | 1      |
|                     | Partido Popular de Aragón (PP)                     | 4      | —      | —      | 1      | —      |
|                     | Chunta Aragonesista (CHA)                          | —      | —      | —      | —      | —      |
|                     | Partido de los Socialistas de Aragón (PSOE-Aragón) | —      | 2      | 1      | —      | 2      |
| Total de concejales | Total de concejales                                | 5      | 5      | 5      | 3      | 3      |

## Cultura

### Patrimonio

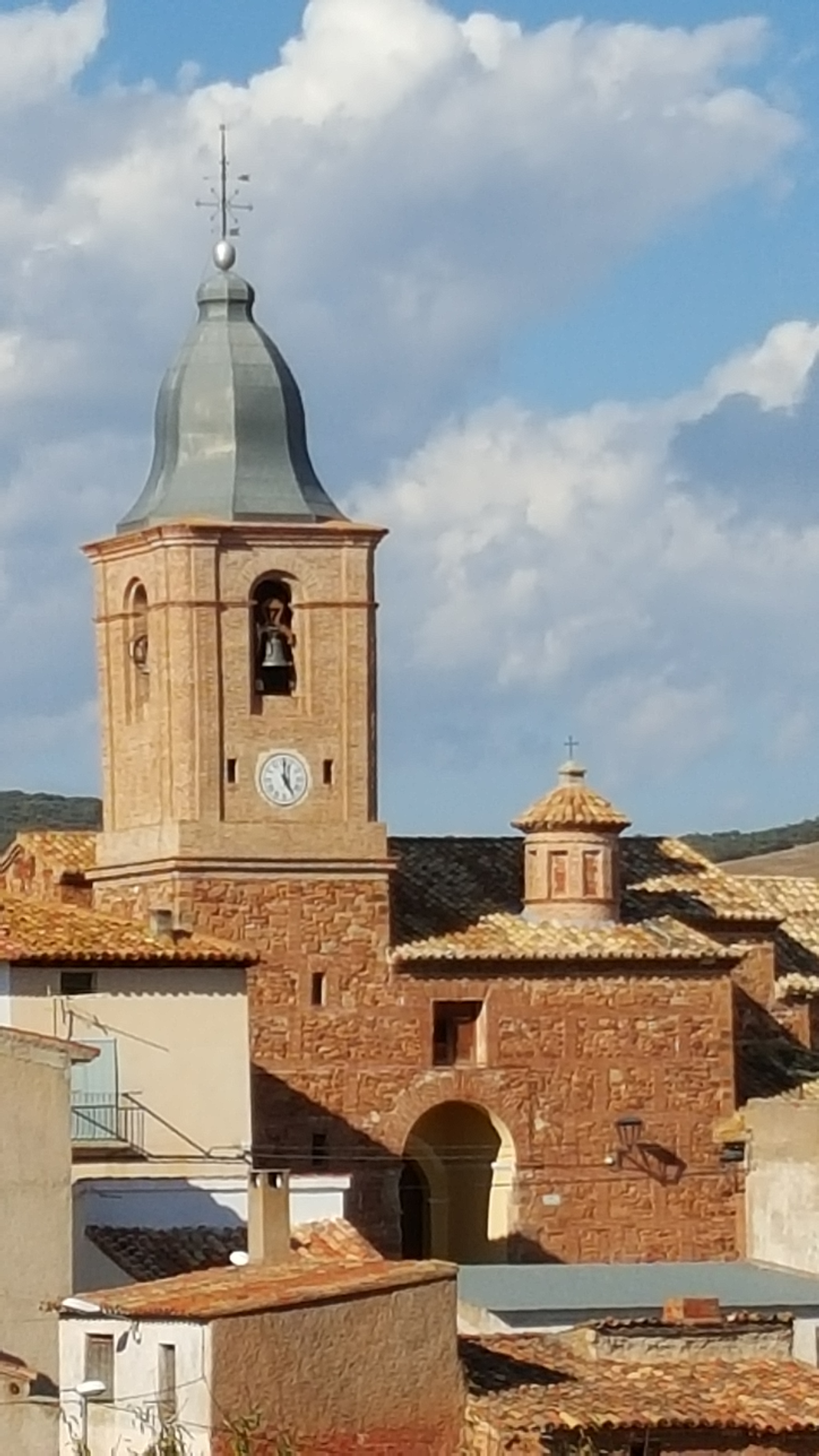
Iglesia de Nuestra Señora del Castillo

La estructura del núcleo urbano es bastante similar a la de los restantes pueblos de la zona, no exenta de pintoresquismo, con sus calles estrechas, arcos y pasadizos. La mayoría de las casas se ofrecen con sus fachadas encaladas, en las que sobresalen los clásicos balcones de forja. 
En la localidad se encuentra la iglesia de Nuestra Señora del Castillo, con pinturas románicas en su interior. Está dedicada a la Virgen del Castillo y perteneció al arcedianato de Calatayud en 1280. Posteriormente pasó al obispado de Tarazona dentro del arciprestazgo de Calatayud. Está construida de sillarejo y ladrillo, de una nave y ábside circular. A los pies tiene una torre baja con base de sillarejo y cuerpo de ladrillo con decoración barroca. Se complementa con vanos de medio punto y cornisa y remate en chapitel metálico. 
Además, en Clarés hay una interesante y caudalosa fuente circular en la parte más baja del pueblo, junto a la que se encuentra el lavadero y desde donde se abastece a los vecinos y aún sobra para una acequia. Este curso fluvial es afluente del Jalón por su margen izquierda. Pasa por Clarés, Villarroya, Cervera y Torralba. Desemboca en el Jalón tras 27 kilómetros de recorrido, cerca de la antigua Bílbilis y de la actual población de Huérmeda.
Existe también una ermita dedicada a Santo Tomás.

### Fiestas
Celebra sus fiestas mayores en honor al Santo Cristo del Consuelo, último domingo de agosto; y Santa Bárbara, 4 de diciembre.